# 石井智也
石井 智也（いしい ともや、1984年5月14日 - ）は、日本の俳優、タレントである。本名、同じ。
東京都出身。太田プロダクション所属。父は俳優の石井愃一。

## 来歴・人物
堀越高等学校卒業。太田プロダクション主催の俳優ワークショップ・オーディションに3期生として合格し、2003年のフジテレビ系列テレビドラマ『WATER BOYS』でデビュー。お菓子好きでぽっちゃり体型だが、実は水泳が得意な石塚太役を演じた。役作りのために相当太る努力をしたという。同作にてザテレビジョンドラマアカデミー賞新人俳優賞を受賞。
その後、舞台『キッチン』、テレビドラマ『ライオン先生』、『ファイト』、『南くんの恋人』、映画『隣人13号』等で活躍する一方、その明るく親しみやすいキャラクターで『世界ウルルン滞在記』『天才!志村どうぶつ園』等でのレポーターとしても活躍。
特技はバスケットボールと通販番組のモノマネ。

## 出演

### テレビドラマ
- WATER BOYS（2003年7月 - 9月、フジテレビ） - 石塚太 役（レギュラー出演）
- ライオン先生（2003年10月 - 12月、日本テレビ） - 鈴木新平 役（レギュラー出演）
- 農家のヨメになりたい（2004年5月・6月、NHK） - 栗山英喜 役（レギュラー出演）
- 南くんの恋人（2004年7月 - 9月、テレビ朝日） - 大原幸作 役（レギュラー出演）
- 土曜ワイド劇場（テレビ朝日）
  - 「女変装捜査官シリーズ」（2004年 - 2007年） - 新川良太 役（レギュラー出演）
  - ｢炎の警備隊長・五十嵐杜夫シリーズ｣ - 増田幸樹 役
    - 炎の警備隊長・五十嵐杜夫2（2004年3月20日）
    - 炎の警備隊長・五十嵐杜夫3（2005年7月16日）
- 連続テレビ小説 ファイト（2005年3月 - 10月、NHK） - 吉本健 役（レギュラー出演）
- おとなの夏休み（2005年7月 - 9月、日本テレビ） - Tバッくん 役（レギュラー出演）
- 野ブタ。をプロデュース（2005年10月 - 12月、日本テレビ） - 吉田浩 役（レギュラー出演）
- レガッタ〜君といた永遠〜（2006年7月 - 9月、テレビ朝日） - 奥田雅人 役（レギュラー出演）
- 家族〜妻の不在・夫の存在〜（2006年10月 - 12月、テレビ朝日） - 石澤勝彦 役（レギュラー出演）
- 月曜ゴールデン（TBS）
  - ｢離婚妻探偵シリーズ｣（2006年 - 2009年） - 馬絹太一 役
  - ｢捜査指揮官 水城さや〜全ての責任は私が、とります!3｣（2015年5月25日） - 江藤大輔 役
- お・ばんざい!（2007年9月 - 10月、TBS） - 飯田圭太 役
- モップガール 最終話（2007年12月14日、テレビ朝日） - ミツル 役
- コスプレ幽霊 紅蓮女 第10話（2008年3月14日、テレビ東京） - 伝説マニア 役
- ウォーキン☆バタフライ（2008年7月 - 9月、テレビ東京） - 石倉富美男 役（レギュラー出演）
- 小児救命 第5話（2008年11月20日、テレビ朝日）
- 金曜プレステージ 西村京太郎スペシャル｢警視庁三ツ星刑事・佐々木丈太郎｣（2009年3月20日、フジテレビ） - 小林義雄 役
- スマイル 第3話（2009年5月1日、TBS）
- こちら葛飾区亀有公園前派出所 第1話（2009年8月1日、TBS） - レポーター・石井さん 役
- ギネ 産婦人科の女たち 第7話（2009年11月25日、日本テレビ） - 救急隊員 役
- ホタルノヒカリ2 第8話（2010年8月25日、日本テレビ）
- 霧に棲む悪魔（2011年4月 - 7月、東海テレビ） - 唐木田翔 役（レギュラー出演）
- 水曜ミステリー9（テレビ東京）
  - ｢監察医・篠宮葉月 死体は語る10｣（2011年12月7日） - 小山刑事 役
  - ｢葬儀屋松子の事件簿4｣（2014年3月12日） - 村田康成 役
- クレオパトラな女たち（2012年4月 - 6月、日本テレビ） - 谷原広樹 役
- ビギナーズ!（2012年7月 - 9月、TBS） - 石岡太一 役（レギュラー出演）
- 土曜プレミアム特別企画｢ストロベリーナイト アフター・ザ・インビジブルレイン｣（2013年1月26日、フジテレビ） - 秋場巡査 役
- 獣電戦隊キョウリュウジャー 第30話（2013年9月22日、テレビ朝日） - 神流光彦 役
- 福家警部補の挨拶 第2話（2014年1月21日、フジテレビ） - 馬場康之 役
- 緊急取調室FIRST SEASON 第8話（2014年3月6日、テレビ朝日） - 中華料理「仁蘭」常連客 役
- 素敵な選TAXI 第4話（2014年11月4日、関西テレビ） - 三浦 役
- 女はそれを許さない 第6話（2014年11月25日、TBS） - 秋山雄太 役
- スペシャルドラマ｢刑事バレリーノ｣（2016年1月9日、日本テレビ）
- 黒い十人の女 第2話（2016年10月6日、読売テレビ） - 松田 役
- 子連れ信兵衛2 第2話（2016年11月18日、NHK BSプレミアム） - 卯之吉 役
- トドメの接吻第1話・第2話（2018年1月7日・14日、日本テレビ） - 警官 役
- FINAL CUT 第5話（2018年2月18日、関西テレビ） - 井関泰人 役
- 大岡越前スペシャル ～親子をつなぐ名裁き～（2019年1月4日、NHK BSプレミアム） - 末吉 役
- ドクターY〜外科医・加地秀樹〜（2019年） - 村井貴久 役
- 記憶捜査〜新宿東署事件ファイル〜 スペシャル2（2022年6月20日、テレビ東京） - 沢勝則 役
- 天久鷹央の推理カルテ 第2話（2025年4月29日、テレビ朝日） - 田村司 役[3]

### 映画
- 隣人13号（2004年） - 関肇 役
- ちゃんこ（2005年） - 近藤久徳 役
- 変身（2005年）
- 未来予想図 〜ア・イ・シ・テ・ルのサイン〜（2007年）
- ハッピーフライト（2008年） - 飛行機研究会のリーダー 役
- バカリズム THE MOVIE（2012年）
- 風の色（2018年） - 川口竜馬 役[4]
- 恋するふたり（2019年5月3日、ユナイテッドエンタテインメント） - イソベ 役[5]
- 教科書にないッ！5（2019年、日本出版販売） - 荒井静太郎 役[6]
- 教科書にないッ！6（2019年、日本出版販売） - 荒井静太郎 役[7]

### TVバラエティ
- 世界ウルルン滞在記（TBS系列）
- 天才!志村どうぶつ園（日本テレビ系列）
- ミニ英会話・とっさのひとこと（2005年、NHK）San Francisco 旅は道連れ編
- 戦国鍋TV 〜なんとなく歴史が学べる映像〜（2010年、UHF系列)　戦国ショッピングMC・戦国サポートセンター・戦国ヤンキー 川中島学園 - 山本勘助 役
- ウルトラゾーン（2011年 - 2012年、UHF系列)
  - 第1・2話「怪獣マッサージ」（2011年） - 整体師 役
  - 第5・7・8・11・12話「不良怪獣ゼットン」（2011年 - 2012年） - ブーチン 役
- 笑×演 (2017年6月8日)

### 舞台
- 手紙（東野圭吾原作、2008年4月15日 - 20日、東京：シアターアプル / 大阪 / 名古屋） - 寺尾 役
- 黒部の太陽 （2008年、梅田芸術劇場）
- 女は遊べ物語（2010年、明治座）
- 新春戦国鍋祭〜あんまり近づきすぎると斬られちゃうよ〜（2011年、サンシャイン劇場 / 梅田芸術劇場）
- 棟方志功物語（2011年、明治座）
- コロッケ特別公演 棟方志功物語（2011年、明治座）
- 大江戸鍋祭〜あんまりはしゃぎ過ぎると討たれちゃうよ〜（2011年、明治座 / 梅田芸術劇場）
- マルガリータ〜戦国の天使たち〜（2014年、EX THEATER ROPPONGI） - 鈴木シモン 役
- 幻の城〜戦国の美しき狂気〜（2015年、EX THEATER ROPPONGI） - 江島長門 役
- 剣豪将軍義輝〜戦国に輝く清爽の星〜（2016年12月、EX THEATER ROPPONGI） - 浮橋 役[8]
- 剣豪将軍義輝〜星を継ぎし者たちへ〜（2017年6月、EX THEATER ROPPONGI） - 浮橋 役[8]
- ミュージカル「『しゃばけ』弐 〜空のビードロ・畳紙〜」（2017年9月、紀伊國屋ホール） - 与吉 役[9]
- 桃山ビート・トライブ（2017年11月 - 12月、EX THEATER ROPPONGI） - 田中与兵衛 役[10]
- ジョン万次郎（2018年6月、EX THEATER ROPPONGI） - 伝蔵/西郷隆盛 役[11]
- 手塚治虫 生誕90周年記念 原作:手塚治虫「ダスト8」より舞台「悪魔と天使」（2019年1月 - 3月、KAAT神奈川芸術劇場・梅田芸術劇場メインホール・御園座）[12]
- 桃山ビート・トライブ〜再び、傾かん〜（2019年6月 - 7月、EX THEATER ROPPONGI/京都劇場） - 田中与兵衛 役[13]
- THE LAST DAY & THE NEXT DAY（2019年12月、駅前劇場） - 主演・川崎太郎 役[14]
- 『ドクター・ブルー』〜いのちの距離〜(2020年1月-2月、KAAT神奈川芸術劇場・御園座・NHK大阪ホール) - 田辺守 役[15]
- 舞台版 『マーダー☆ミステリー 〜探偵・斑目瑞男の事件簿〜』（2021年12月5日、浅草花劇場） - 執事 犬塚雅 役[16]
- 「シェイクスピア物語〜真実の愛〜」〜SHAKESPEARE OF TRUE LOVE〜（2022年4月15日 - 24日、KAAT 神奈川芸術劇場ホール / 5月20日 - 22日ま、森ノ宮ピロティホール） - 道化のニック 役[17]
- 日本昔ばなし 太宰治作品 お伽草紙より 舞台版『舌切雀』（2024年2月9日 - 18日、ヒューリックホール東京） - 鈴の介 役[18]
- 農業系Rock Musical『いただきます!〜歌舞伎町伝説〜』（2025年2月20日 - 3月2日、新宿FACE / 3月15日・16日、大阪国際交流センター 大ホール）[19]
- はぶ談戯 vol.24『JULIO-フリオ-』（2025年8月13日 - 17日〈予定〉、下北沢駅前劇場）[20]

### ラジオ
- 貫地谷しほりのラジオ劇団・小さな奇跡「しほり姫危機一髪！」（2010年2月1日 - 2月4日、TOKYO FM系列38局フルネット） - 助川平佐衛門 役

### CM
- ローソン「冷し麺」
- 日興コーディアル証券（2008年）
- TBS【すき家インフォマーシャルCM〜青春の味編〜】（2010年）
- 明治「ロカボーノ」（2017年）